# Samoa aux Jeux olympiques d'été de 2016
Les Samoa participent aux Jeux olympiques d'été de 2016 à Rio de Janeiro, au Brésil. Il s'agit de leur 9e participation aux Jeux olympiques d'été.

## Athlétisme
Courses
| Athlète       | Épreuve      | Séries  | Séries | Demi-finales | Demi-finales | Finale       | Finale       |
| Athlète       | Épreuve      | Temps   | Rang   | Temps        | Rang         | Temps        | Rang         |
| ------------- | ------------ | ------- | ------ | ------------ | ------------ | ------------ | ------------ |
| Jeremy Dodson | 200 m hommes | 20 s 51 | 5e     | Non qualifié | Non qualifié | Non qualifié | Non qualifié |

Concours
| Athlète   | Épreuve                 | Qualifications | Qualifications | Finale       | Finale       |
| Athlète   | Épreuve                 | Distance       | Rang           | Distance     | Rang         |
| --------- | ----------------------- | -------------- | -------------- | ------------ | ------------ |
| Alex Rose | Lancer du disque hommes | 57,24 m        | 29e            | Non qualifié | Non qualifié |

## Canoë-kayak
Course en ligne
| Athlète     | Compétition       | Séries        | Séries | Demi-finales  | Demi-finales  | Finale        | Finale        |
| Athlète     | Compétition       | Temps         | Rang   | Temps         | Rang          | Temps         | Rang          |
| ----------- | ----------------- | ------------- | ------ | ------------- | ------------- | ------------- | ------------- |
| Anne Cairns | K1 – 200 m femmes | 42 s 652      | 7e     | Non qualifiée | Non qualifiée | Non qualifiée | Non qualifiée |
| Anne Cairns | K1 – 500 m femmes | 2 min 1 s 885 | 7e     | Non qualifiée | Non qualifiée | Non qualifiée | Non qualifiée |

## Judo
| Athlète   | Compétition           | 1er tour                     | 2e tour             | 3e tour             | Quart de finale     | Demi-finale         | Repêchage 1         | Repêchage 2         | Finale              | Rang    |
| Athlète   | Compétition           | Adversaire Résultat          | Adversaire Résultat | Adversaire Résultat | Adversaire Résultat | Adversaire Résultat | Adversaire Résultat | Adversaire Résultat | Adversaire Résultat | Rang    |
| --------- | --------------------- | ---------------------------- | ------------------- | ------------------- | ------------------- | ------------------- | ------------------- | ------------------- | ------------------- | ------- |
| Derek Sua | Plus de 100 kg hommes | battu par Tangriev 000 - 100 | Éliminé             | Éliminé             | Éliminé             | Éliminé             | Éliminé             | Éliminé             | Éliminé             | Éliminé |

## Haltérophilie
| Athlète            | Compétition   | Arraché  | Arraché | Épaulé-jeté | Épaulé-jeté | Total | Rang |
| Athlète            | Compétition   | Résultat | Rang    | Résultat    | Rang        | Total | Rang |
| ------------------ | ------------- | -------- | ------- | ----------- | ----------- | ----- | ---- |
| Vaipava Nevo Ioane | -62 kg hommes | 120      | 10e     | 161         | 6e          | 281   | 8e   |
| Mary Opeloge       | -75 kg femmes | 100      | 9e      | 118         | 11e         | 218   | 11e  |

## Natation
| Athlète          | Épreuve                 | Séries        | Séries | Demi-finales | Demi-finales | Finale   | Finale   |
| Athlète          | Épreuve                 | Temps         | Rang   | Temps        | Rang         | Temps    | Rang     |
| ---------------- | ----------------------- | ------------- | ------ | ------------ | ------------ | -------- | -------- |
| Brandon Schuster | 200 m nage libre hommes | 1 min 57 s 72 | 46e    | Éliminé      | Éliminé      | Éliminé  | Éliminé  |
| Evelina Afoa     | 100 m dos femmes        | 1 min 8 s 74  | 32e    | Éliminée     | Éliminée     | Éliminée | Éliminée |